# Municipio de Ockelbo
Ockelbo (en sueco: Ockelbo kommun) es un municipio de la provincia de Gävleborg, Suecia, en la provincia histórica de Gästrikland. Su sede se encuentra en la localidad de Ockelbo. El municipio actual se formó durante la reforma municipal en 1971 por la fusión de Ockelbo y parte del municipio rural de Skogs.

## Localidades
Hay tres áreas urbanas (tätort) en el municipio:
| # | Tätort  | Población |
| - | ------- | --------- |
| 1 | Ockelbo | 2966      |
| 2 | Lingbo  | 431       |
| 3 | Åmot    | 251       |

## Demografía

### Desarrollo poblacional
| Gráfica de evolución demográfica de Ockelbo entre 1970 y 2015 |
|                                                               |
| Fuente: SCB                                                   |

## Ciudades hermanas
Ockelbo esta hermanado o tiene tratado de cooperación con:
- Stromsburg, Nebraska